# Баптистерий на арианите
Баптистерият на арианите (на италиански: Battistero degli Ariani) е архитектурен паметник на раннохристиянското изкуство в гр. Равена, Италия, в близост до базиликата „Спирито Санто“.
Построен в края на V – началото на VІ век от остготския крал Теодорих Велики, който бил поддръжник на арианството. Названието „баптистерий на арианите“ e дадено, за да го отличат от другия батистерий в Равена, построен от епископ Неон - т.нар. Баптистерий на православните.
През 1996 г. баптистерият заедно с други раннохристиянски паметници в Равена е включен в Списъка на световното културно и природно наследство на ЮНЕСКО.

## История
Баптистерият е построен в края на V – началото на VІ век, като през този период са направени и подкуполните мозайки. През 561 г., след осъждането на арианството баптистерият е превърната в католически параклис, посветен на Дева Мария (Oratorio di Santa Maria in Cosmedin). От XVIII век до 1914 г. сградата е частна собственост. ПРез 1914 г. сградата става държавна собственост. До средата на XX века околното пространство е застроено с постройки, които са разрушени по време на Втората световна война. Подът е повдигнат с 230 см. спрямо първоначалното си ниво.

## Архитектура
Батистерият представлява осмоъгълна постройка с четири малки апсиди и купол. Стените са изградени от дебели червени тухли.

## Интериор и мозайки
В интериора са съхранени отлично запазени мозайки с изображения на сцената Кръщение Христово и на апостоли в купола на сградата.
Стените на бапнистерия в древността също са били покрити с мозайки, които в течение на вековете са били унищожени.
Центральният медальон на купола изобразява кръщението на голия Христос от Йоан Кръстител, наметнат с леопардова кожа. От ляво на Христос е изображение на езически бог със зелено наметало, символизиращ река Йордан. Над главата на Исус е изображение на Светия дух във форма на гълъб.
Около централния медальон е разположена процесия с образите на Дванадесетте апостоли, с венци (с изключение на апостол Петър с ключове и Павел със свитък) вървящи към престола Христов. Фигурите на апостолите са разделени от палмови дървета.